# Polana (Beskid Niski)
Polana (651 m n.p.m.) – szczyt  w Beskidzie Niskim, w paśmie Beskidu Dukielskiego.
Wierzchołek jest zalesiony. Z polan na południowo-wschodnim stoku rozległe widoki ku pasmu granicznemu. Na zachodzie sąsiaduje z Danią (696 m n.p.m.), południowe stoki schodzą do Myscowej. Na wschodzie grzbiet łączy się z Łysą Górą (641 m n.p.m.). Północne zbocza schodzą do drogi Dukla-Nowy Żmigród, między wsiami Iwla a Łysa Góra. 
Szlaki piesze:
- Główny Szlak Beskidzki. Trasa: – Kąty – Grzywacka Góra (567 m n.p.m.) – Łysa Góra (641 m n.p.m.) – Polana (651 m n.p.m.) – Dania (696 m n.p.m.) – Chyrowa – Pustelnia Św. Jana z Dukli